# 亞伯達省旗
亞伯達省旗是加拿大亞伯達省的官方旗幟，長寬比1:2，底色為深藍色，中央帶有亞伯達省徽中的盾牌，盾牌高度為旗幟高度的7⁄11。亞伯達省議會於1968年6月1日通過將這面旗幟定為亞伯達省旗，而省旗和省徽的設計則於2008年1月15日列入加拿大紋章局的紋章及旗幟名冊内。旗中的藍色和金色則於1984年定為亞伯達省的象徵性顏色。
盾牌中的白底紅十字來自哈德遜灣公司的紋章，代表該公司由英國人建立；該公司過去曾操控包括現亞伯達省地域在内的魯珀特地。盾上的雪山代表洛基山脈，綠色山丘代表其山麓，而草原和麥田則象徵亞伯達省的農業。

## 外部連結
- 维基共享资源上的相關多媒體資源：亞伯達省旗